# (7889) 1994 LX
(7889) 1994 LX es un asteroide que forma parte de los asteroides Apolo, descubierto el 15 de junio de 1994 por el equipo del Spacewatch desde el Observatorio Nacional de Kitt Peak, Arizona, Estados Unidos.

## Designación y nombre
Designado provisionalmente como 1994 LX.

## Características orbitales
1994 LX está situado a una distancia media del Sol de 1,261 ua, pudiendo alejarse hasta 1,698 ua y acercarse hasta 0,8246 ua. Su excentricidad es 0,346 y la inclinación orbital 36,90 grados. Emplea 517,458 días en completar una órbita alrededor del Sol.

## Características físicas
La magnitud absoluta de 1994 LX es 15,2. Está asignado al tipo espectral V según la clasificación SMASSII.